# Emanuel Moresco

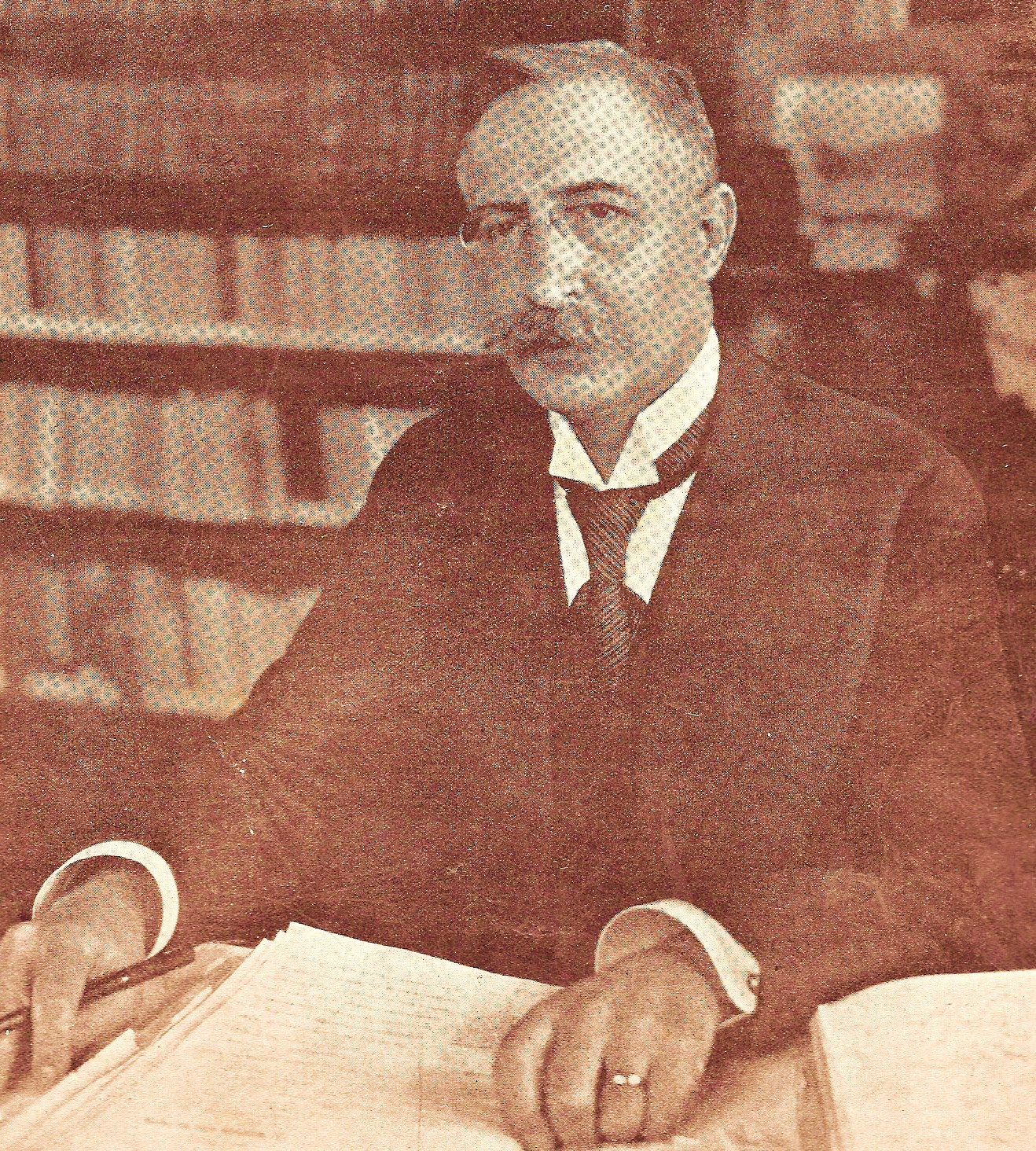
Emanuel Moresco

Emanuel Moresco (* 26. Oktober 1869 in Amsterdam; † 24. Juni 1945 in Eindhoven) war ein niederländischer Diplomat, Kolonialpolitiker und Professor. Er war Überlebender des Holocaust.

## Leben
Moresco nahm nach dem Abitur Unterricht in Zivil- und Handelsrecht um sich auf das Examen für den Konsulardienst vorzubereiten, das er 1888 bestand. Danach arbeitete er unter anderem bei einer Bank in Rotterdam und beim Departement van Marine in Den Haag. Er besuchte Vorlesungen am Indischen Institut in Delft und absolvierte die Prüfung zum Eintritt in den niederländisch-indischen Verwaltungsdienst. Anschließend war er bis 1910 Mitarbeiter des Generalsekretariats der niederländisch-indischen Regierung in Java. Von 1910 bis 1913 lehrte er an der niederländisch-indischen Verwaltungsakademie im Haag. Moresco, der auf dem Gebiet der Kolonialwissenschaft publizierte, wurde im März 1913 der Titel Dr. h.c. durch die Universität Leiden verliehen. Während des Ersten Weltkrieges war Moresco von 1914 bis 1917 Direktor des Departements für Unterrichtswesen und Kultus in Indien. Im Frühjahr 1917 wurde er Generalsekretär im Kolonialministerium in Den Haag und bekleidete dieses Amt bis 1921. Von November 1921 bis Februar 1922 gehörte er der niederländischen Delegation bei der Flottenkonferenz von Washington an, welches die Abrüstung der Flotten zum Gegenstand hatte, um ein Gleichgewicht in der Pazifik-Region zu schaffen. Von 1922 bis 1923 war Moresco Vizepräsident des Rates für Niederländisch-Indien, Vizegeneralgouverneur und Präsident des niederländisch-indischen Roten Kreuzes. Am 9. November 1923 wurde er ehrenvoll aus dem Dienst entlassen. Seine Berufung als außerordentlicher Professor für Kolonialpolitik an die Ökonomische Hochschule in Rotterdam erfolgte 1924, wo er bis 1929 tätig war. Danach war er bis 1934 Vertreter der niederländischen Regierung für Kolonialangelegenheiten beim Völkerbund. Auch danach betätigte sich Moresco noch auf kolonialwissenschaftlichem Gebiet bis in die späten 1930er Jahre, war Vorsitzender in Ausschüssen, hielt Vorträge und organisierte Konferenzen.
Nach der deutschen Besetzung der Niederlande während des Zweiten Weltkrieges wurde Moresco aufgrund seiner jüdischen Herkunft gemeinsam mit seiner Familie am 29. September 1943 in das Durchgangslager Westerbork eingewiesen. Von dort wurde er in das Ghetto Theresienstadt deportiert, wo er am 6. September 1944 ankam. Im Theresienstadt-Konvolut ist er als „B-Prominenter“ aufgeführt. Am 8. Mai 1945 wurde Moresco in Theresienstadt durch die Rote Armee befreit. Er kehrte in die Niederlande zurück und verstarb drei Tage nach Ankunft in Eindhoven im Krankenhaus an Herzschwäche.